# Tricyphona (Tricyphona) claggi
Tricyphona (Tricyphona) claggi is een tweevleugelige uit de familie Pediciidae. De soort komt voor in het Nearctisch gebied.